# Sippola

Wappen der ehemaligen Gemeinde Sippola

Sippola [ˈsipːɔlɑ] ist eine ehemalige Gemeinde im Südosten Finnlands und heute administrativ Teil von Kouvola. Sippola liegt in der Landschaft Kymenlaakso am östlichen Ufer des Kymijoki-Flusses.

## Geschichte
Sippola wird bereits 1693 als Predigthaus des Kirchspiels Vehkalahti erwähnt. 1843 wurde Sippola zu einer Kapellengemeinde, 1861 schließlich zu einer eigenständigen Kirchengemeinde. Im Jahr 1975 vereinigte sich Sippola mit der am gegenüberliegenden Ufer des Kymijoki gelegenen Gemeinde Anjala zum Marktflecken Anjalankoski. Dieser erhielt zwei Jahre später das Stadtrecht. 2009 wurde Anjalankoski in die Stadt Kouvola eingemeindet.

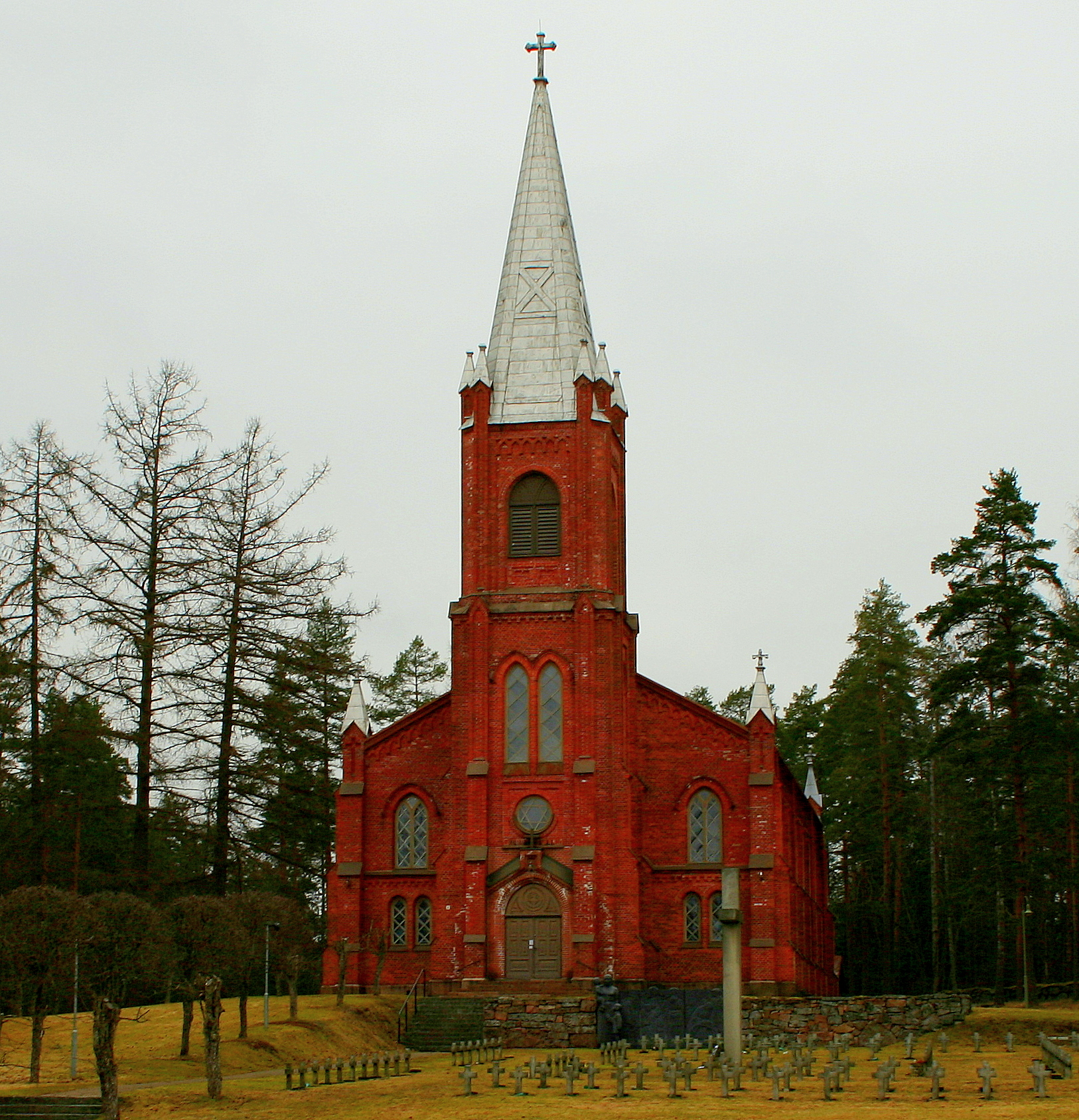
Die Kirche von Sippola

Die Gemeinde Sippola hatte zuletzt eine Fläche von 568 Quadratkilometern und 15.960 Einwohner (1973). Die größten Siedlungszentren (taajama) im ehemaligen Gemeindegebiet sind die Industrieorte Myllykoski und Inkeroinen. Im Kirchdorf Sippola befinden sich eine 1879 aus Backstein erbaute Kirche und der Gutshof Sippola, dessen 1836 im Stil der Neorenaissance erbautes Hauptgebäude das größte hölzerne Herrenhaus Finnlands ist.

## Söhne und Töchter der Gemeinde
- Aukusti Sihvola (1895–1947), Ringer
- Heikki Hasu (1926–2025), Nordischer Kombinierer
- Lauri Bergqvist (1930–2022), Skilangläufer
- Sinikka Mönkäre (* 1947), Politikerin und mehrmalige Ministerin
- Mirja Puhakka (* 1955), Ski-Orientierungsläuferin
- Ulla Maaskola (* 1959), Skilangläuferin
- Satu Silvo (* 1962), Schauspielerin